# يانغ شيونغ (سياسي)
يانغ شيونغ (نوفمبر 1953 - 12 أبريل 2021)، هو سياسي صيني شغل منصب عمدة مدينة شنغهاي، وقبل ذلك كان رئيسًا لشركة طيران شنغهاي. تخرج يانغ من الأكاديمية الصينية للعلوم الاجتماعية وحصل على درجة الماجستير في الاقتصاد. 